# Plena
A plena é um gênero musical, cântico e dança originário de Ponce, Porto Rico.

## Origens
A origem da plena se dá nos arredores da cidade de Ponce ao final do século 19, tendo influência do gênero bomba. Foi ouvida pela primeira vez no bairro Barriada de la Torre, onde a população era composta majoritariamente por imigrantes de São Cristóvão, Tortola e São Tomás, que haviam se fixado na ilha no final do século 19. A princípio não havia canto na plena, que era feita com violão, acordeão e pandeiro, mas a parte vocal foi eventualmente acrescentada em 1907.
Igual como com a bomba, outro gênero musical popular porto-riquenho, as origens da plena estão nos escravos e trabalhadores dos engenhos de açúcar, nos agricultores e nos imigrantes das regiões urbanas de Porto Rico. A plena era às vezes chamada de periódico cantado das classes mais baixas porque transmitia mensagens, notícias ou acontecimentos às pessoas, parecido com os corridos mexicanos. Seu centro tradicional era San Antón, um bairro de Ponce. Atingiu o ápice de popularidade nos anos 1920.

## História
A plena foi o resultado da mistura de diversas culturas da classe popular, onde seu local de trabalho, vizinhança e experiências de vida se encontraram para criar um estilo musical expressivo e satírico. Se tornou uma maneira de a classe trabalha se sentir empoderada através da paródia. Devido à suas origens humildes, foi considerada pela classe alta uma "ameaça contra a ordem pública e a propriedade privada" e foi durante anos associada à pessoas da vida alegre, referindo-se a prostitutas, dançarinos, alcoólatras e degenerados morais. O canto e a dança da plena geralmente ocorriam em cafetinas, bares que frequentemente viravam bordéis e onde a socialização inter-racial e os encontros sexuais eram liberados.
A eventual aceitação generalizada da plena pode ser atribuída ao aumento do número de pessoas que ingressam na força de trabalho o que levou para uma nova demanda por lazer público; mesmo assim ainda era considerada indecente pela elite econômica, que lutou contra sua crescente popularidade. Em dezembro de 1917, uma lei foi aprovada banindo as danças dentro dos limites da cidade. Demorou mais uma década para a plena ganhar ampla popularidade em todo o território de Porto Rico e cruzar as fronteiras culturais e raciais. Ouvir a plena em casa ou nas festas municipais tornou-se aceitável e o gênero não era mais considerado moralmente contaminado pela elite branca de Ponce; eventualmente, com muito branqueamento do Estado para torná-la palatável para as massas, a plena foi abraçada seriamente como um estilo de música que unia os porto-riquenhos. Com isso, porém, o que antes era um identificador cultural vitalmente importante e expressão pessoal de filosofia e comunidade dos mais pobres se tornou um espetáculo de entretenimento para a classe alta branca.
Ao final dos anos 1930, já se ouvia a plena através do rádio e da indústria fonográfica.

## Gênero
O gênero plena é de natureza folclórica. A batida e o ritmo da música são geralmente tocados usando instrumentos de percussão chamados panderetas, que lembram pandeiros mas sem as soalhas. A música é acompanhada pelo güicharo, uma espécie de reco-reco. São usados três tipos diferentes de panderetas: o seguidor (o maior dos três), o punteador (o médio) e o requinto. Uma vantagem deste arranjo de percussão é a sua portabilidade, contribuindo para o formação espontânea da plena em reuniões sociais. Outros instrumentos comumente ouvidos na plena são o cuatro, as maracas e o acordeão.
A melodia fundamental da plena, assim como em toda música regional de Porto Rico, tem uma estirpe espanhola decidida; é marcada na semelhança entre a plena "Santa María" e uma canção composta na Idade Média por Afonso o Sábio, Rei da Espanha. As letras das canções são geralmente octossilábicas e assonantes. Seguindo o costume universal, os temas tocam e todas as fases da vida — romance, política, eventos atuais — geralmente qualquer coisa que apele para a imaginação das pessoas, como a chegada de um personagem, um crime, uma moratória ou um furacão podem ser assunto de uma letra de plena.

## Propagação
A plena é tocada em toda a parte de Porto Rico, especialmente em ocasiões especiais, como a época de Natal, e como pano de fundo musical para protestos cívicos, devido ao seu uso tradicional como veículo de comentário social. Quando a plena começa, o público frequentemente se junta para cantar, bater palmas e dançar.